# Du riechst so gut
„Du Riechst So Gut“ (в превод от немски: Миришеш толкова хубаво) е първият издаден сингъл на групата Рамщайн и първият от албума им „Herzeleid“. Сингълът е преиздаден през 1995, по-късно е създаден като Du Riechst So Gut 98